# Scott Miranti
Scott Miranti es un deportista estadounidense que compitió en taekwondo. Ganó dos medallas de oro en el Campeonato Panamericano de Taekwondo, en los años 1982 y 1986.

## Palmarés internacional
| Campeonato Panamericano | Campeonato Panamericano | Campeonato Panamericano | Campeonato Panamericano |
| Año                     | Lugar                   | Medalla                 | Categoría               |
| ----------------------- | ----------------------- | ----------------------- | ----------------------- |
| 1982                    | Ponce (Puerto Rico)     | Medalla de oro          | –84 kg                  |
| 1986                    | Guayaquil (Ecuador)     | Medalla de oro          | +83 kg                  |